# Chevrolet Corvette C8.R
Chronologie des modèles
Chevrolet Corvette C7.R Chevrolet Corvette Z06 GT3.R
La Chevrolet Corvette C8.R est une voiture de course développée conjointement par le constructeur américain Chevrolet et l'entreprise Pratt & Miller.

## Histoire en compétition
Elle est homologuée pour courir dans les catégories LM GTE de l'Automobile Club de l'Ouest et GTLM de l'International Motor Sports Association. La voiture est débusquée pour la première fois en août 2018 lors d'une séance d'essai privée sur le circuit de Road America ; contrairement aux générations de version course précédentes et se basant sur la voiture de série, elle dispose d'une architecture moteur en position centrale arrière.